# كارولي فيرينك زابو
كارولي فيرينك زابو (29 أغسطس 1943 - 25 يناير 2011)، سياسي مجري روماني وعضو في البرلمان الأوروبي. كان عضوًا في الاتحاد الديمقراطي للهنغاريين في رومانيا (UDMR)، وشغل منصب عضو مجلس الشيوخ عن مقاطعة ساتو ماري من عام 1990 إلى عام 2008. أصبح زابو عضوًا في البرلمان الأوروبي كجزء من حزب الشعب الأوروبي – الديمقراطيين الأوروبيين، في 1 يناير 2007 بالتزامن مع انضمام رومانيا إلى الاتحاد الأوروبي.